# José Bellver y Balaguer
José Bellver y Balaguer (Lérida 1630 - Viena 5 de abril de 1732), fue General de Batalla del ejército en favor del Archiduque Carlos de Austria durante la Guerra de Sucesión Española. Hombre de carácter duro, impasible y total determinación, los soldados catalanes lo llamaban cariñosamente «En Josepet».
Durante la Guerra de los Nueve Años contra Francia defendió Barcelona con el grado de Maestro de Campo. En 1705 fue Sargento Mayor de las Regimiento de Reales Guardias Catalanas y luchó en esta unidad militar durante toda la Guerra de Sucesión. Cuando en julio de 1713 se ordenó la evacuación se negó, como la mayoría del soldados del regimiento, a abandonar Cataluña. Ascendido al grado de General de Batalla del Ejército de Cataluña, se puso bajo su mando el Regimiento del Rosario; al final el sitio de Barcelona fue nombrado General Gobernador de la Infantería. Luchó al frente de esta unidad bajo las órdenes del teniente mariscal Antonio de Villarroel y Peláez en el Sitio de Barcelona y fue herido el 18 de mayo de 1714.
Ocupada Barcelona, fue encarcelado durante cinco años en Fuenterrabía (Guipúzcoa). Tras ser liberado se exilió en Viena donde falleció.